# フィンガーボウル

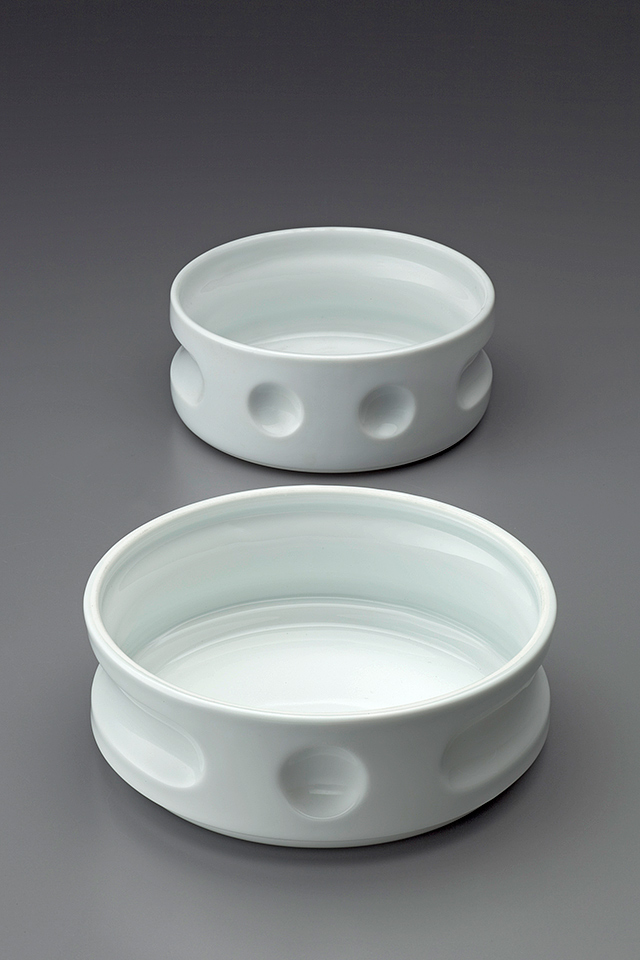
フィンガーボウル

フィンガーボウル（finger bowl、フィンガーボール）とは、食事中に卓上で指先を洗うための道具。

## 概要
ガラス製や陶器または金属製の小鉢のような器であり、大きさは直径11cm×高さ4.5cmほど。使用時には中に水を入れる。消臭のために、その水にレモンやコリアンダーを入れることもある。中国料理でも使用されることがあり、この場合は烏龍茶やプーアール茶を入れる事もある。

## 使用法
レストラン等では、エビやカニ等の素手を用いて食べる料理と共に供される。そのメニューで手を使用した場合、メニュー後にフィンガーボウルの中に片手ずつ汚れた指の第二関節までを入れる。そして、できるだけ音を立てずに静かに汚れを洗い落とす。最後に、ナプキンで濡れた手を拭き取る。
基本的にフォークとナイフを使うメニューの中、どうしても手を使わなければならない料理を食す際に出されるもので、手を使わずに食す事ができれば必ずしも使用しなければならないというわけではない。
一見すると飲み物のように見えるため、この使用法を知らない人が中の水を飲んでしまうといった例が見られるが、誤用である。

## 歴史
古代ローマ時代から受け継がれ、17世紀〜18世紀にフォークやスプーンが一般的に使われるようになるまでは、ヨーロッパの食卓では手で直接食べる（手食文化）のが主流であった為、食事全般に使われていた。
特に水に香りをつける風習は中世ヨーロッパの上流階級の間で流行し、その頃の名残りとして、現在でも特に手で食べる必要のない料理が出た場合も用意されることがある。

## 逸話
荒木貞夫が陸軍大将だった頃に主宰した帝国ホテルでの宴会の席上、客の一人がフィンガーボウルの使用法を知らず、中の水を飲んでしまった。すると荒木は、咄嗟に自分もフィンガーボウルの水を飲み、主宰者として「客に恥をかかせまい」と配慮したという逸話が残っている。このエピソードは、実名を出さない形で絵本にもなっている。
また、イギリス国王だったエドワード8世が王太子だった頃に、アラブの首長達を招待して開いた晩餐会の席上においても、上記と全く同じエピソードが残っている。この話は王がヴィクトリア女王となっているパターンもあり、日本では女王説のほうが多く伝わっている。
間違えて水を飲んだのが李鴻章、主宰者をオットー・フォン・ビスマルクとする話も伝えられている。
夏目漱石の『吾輩は猫である』の第11章でも英国の兵営での話として同様のエピソードが採り上げられている。
また、小学校の道徳の教科書でも女王の行いとして採り上げられている。